# Batis mixta
El batis colicorto  (Batis mixta) es una especie de ave paseriforme de la familia Platysteiridae propia de África Oriental.
Anteriormente el Batis crypta del suroeste de Tanzania y el norte de Malawi estaba incluido en esta especie pero en el 2006 fue descrito como una nueva especie separada. A menudo el Batis reichenowi de la costa sureste de Tanzania es tratado como una subespecie del Batis  capensis o una especie separada, pero puede ser una subespecie del batis colicorto.

## Distribución y hábitat
Se lo encuentra en los bosques húmedos tropicales del sur de Kenia y el norte de Tanzania. Habita principalmente en bosques montanos, aunque en el sureste de Kenia se lo encuentra en bosques bajos cercanos a la costa.